# Campeonato Mundial de Handebol Feminino de 1971
O Campeonato Mundial de Handebol Feminino de 1971 foi a 4ª edição do Campeonato Mundial de Handebol Feminino. Foi disputado nos Países Baixos de 11 a 19 de dezembro de 1971, organizado pela Federação Internacional de Handebol (IHF) e pela Federação Holandesa de Handebol.

## Qualificação
Sede
- Países Baixos

Campeã do Campeonato Mundial de Handebol Feminino de 1965
- Hungria

Qualificada do Campeonato Mundial de Handebol Feminino de 1965
- Iugoslávia

Qualificada da Ásia
- Japão

Qualificadas da Europa
- Alemanha Ocidental
- Alemanha Oriental
- Dinamarca
- Noruega
- Romênia

## Fase Preliminar
|  | Qualificadas para a Segunda Fase |
|  | Disputa de 7° ao 9° lugares      |

### Grupo A
| Pos | Equipe             | Pts | J | V | E | D | GP | GC | SG |
| --- | ------------------ | --- | - | - | - | - | -- | -- | -- |
| 1   | Dinamarca          | 4   | 2 | 2 | 0 | 0 | 23 | 18 | +5 |
| 2   | Alemanha Ocidental | 2   | 2 | 1 | 0 | 1 | 21 | 19 | +2 |
| 3   | Japão              | 0   | 2 | 0 | 0 | 2 | 14 | 21 | −7 |

| 11 de Dezembro | Alemanha Ocidental | 10–7 | Japão | Utrecht |
| 11 de Dezembro | (5–4)              |      |       | Utrecht |
| 11 de Dezembro |                    |      |       | Utrecht |

| 12 de Dezembro | Dinamarca | 11–7 | Japão | Rotterdam |
| 12 de Dezembro | (4–4)     |      |       | Rotterdam |
| 12 de Dezembro |           |      |       | Rotterdam |

| 13 de Dezembro | Dinamarca | 12–11 | Alemanha Ocidental | Groningen |
| 13 de Dezembro | (7–3)     |       |                    | Groningen |
| 13 de Dezembro |           |       |                    | Groningen |

### Grupo B
| Pos | Equipe     | Pts | J | V | E | D | GP | GC | SG |
| --- | ---------- | --- | - | - | - | - | -- | -- | -- |
| 1   | Iugoslávia | 3   | 2 | 1 | 1 | 0 | 26 | 19 | +7 |
| 2   | Romênia    | 3   | 2 | 1 | 1 | 0 | 20 | 18 | +2 |
| 3   | Noruega    | 0   | 2 | 0 | 0 | 2 | 13 | 22 | −9 |

| 11 de Dezembro | Iugoslávia | 14–7 | Noruega | Utrecht |
| 11 de Dezembro | (5–3)      |      |         | Utrecht |
| 11 de Dezembro |            |      |         | Utrecht |

| 12 de Dezembro | Romênia | 8–6 | Noruega | Rotterdam |
| 12 de Dezembro | (4–3)   |     |         | Rotterdam |
| 12 de Dezembro |         |     |         | Rotterdam |

| 13 de Dezembro | Iugoslávia | 12–12 | Romênia | Groningen |
| 13 de Dezembro | (9–5)      |       |         | Groningen |
| 13 de Dezembro |            |       |         | Groningen |

### Grupo C
| Pos | Equipe            | Pts | J | V | E | D | GP | GC | SG  |
| --- | ----------------- | --- | - | - | - | - | -- | -- | --- |
| 1   | Alemanha Oriental | 4   | 2 | 2 | 0 | 0 | 24 | 16 | +8  |
| 2   | Hungria           | 2   | 2 | 1 | 0 | 1 | 20 | 12 | +8  |
| 3   | Países Baixos     | 0   | 2 | 0 | 0 | 2 | 11 | 27 | −16 |

| 11 de Dezembro | Hungria | 12–3 | Países Baixos | Rotterdam |
| 11 de Dezembro | (6–1)   |      |               | Rotterdam |
| 11 de Dezembro |         |      |               | Rotterdam |

| 12 de Dezembro | Alemanha Oriental | 15–8 | Países Baixos | Groningen |
| 12 de Dezembro | (8–3)             |      |               | Groningen |
| 12 de Dezembro |                   |      |               | Groningen |

| 13 de Dezembro | Alemanha Oriental | 9–8 | Hungria | Utrecht |
| 13 de Dezembro | (4–6)             |     |         | Utrecht |
| 13 de Dezembro |                   |     |         | Utrecht |

## Disputa de 7° ao 9° lugares
|  | Classificação 7° lugar |
|  | Classificação 8° lugar |
|  | Classificação 9° lugar |

| Pos | Equipe        | Pts | J | V | E | D | GP | GC | SG |
| --- | ------------- | --- | - | - | - | - | -- | -- | -- |
| 1   | Noruega       | 3   | 2 | 1 | 1 | 0 | 20 | 19 | +1 |
| 2   | Países Baixos | 2   | 2 | 1 | 0 | 1 | 20 | 19 | +1 |
| 3   | Japão         | 1   | 2 | 0 | 1 | 1 | 23 | 25 | −2 |

| 15 de Dezembro | Noruega | 12–12 | Japão | Rotterdam |
| 15 de Dezembro | (7–6)   |       |       | Rotterdam |
| 15 de Dezembro |         |       |       | Rotterdam |

| 16 de Dezembro | Noruega | 8–7 | Países Baixos | Utrecht |
| 16 de Dezembro | (5–3)   |     |               | Utrecht |
| 16 de Dezembro |         |     |               | Utrecht |

| 17 de Dezembro | Países Baixos | 13–11 | Japão | Groningen |
| 17 de Dezembro | (6–9)         |       |       | Groningen |
| 17 de Dezembro |               |       |       | Groningen |

## Segunda Fase
|  | Classificado para final                               |
|  | Disputam o jogo de classificação para 3° e 4° lugares |
|  | Disputam o jogo de classificação para 5° e 6° lugares |

### Grupo 1
| Pos | Equipe            | Pts | J | V | E | D | GP | GC | SG |
| --- | ----------------- | --- | - | - | - | - | -- | -- | -- |
| 1   | Alemanha Oriental | 4   | 2 | 2 | 0 | 0 | 24 | 17 | +7 |
| 2   | Romênia           | 1   | 2 | 0 | 1 | 1 | 21 | 23 | −2 |
| 3   | Dinamarca         | 1   | 2 | 0 | 1 | 1 | 18 | 23 | −5 |

| 15 de Dezembro | Romênia | 11–11 | Dinamarca | Rotterdam |
| 15 de Dezembro | (4–3)   |       |           | Rotterdam |
| 15 de Dezembro |         |       |           | Rotterdam |

| 16 de Dezembro | Alemanha Oriental | 12–10 | Romênia | Utrecht |
| 16 de Dezembro | (7–7)             |       |         | Utrecht |
| 16 de Dezembro |                   |       |         | Utrecht |

| 17 de Dezembro | Alemanha Oriental | 12–7 | Dinamarca | Groningen |
| 17 de Dezembro | (4–3)             |      |           | Groningen |
| 17 de Dezembro |                   |      |           | Groningen |

### Grupo 2
| Pos | Equipe             | Pts | J | V | E | D | GP | GC | SG |
| --- | ------------------ | --- | - | - | - | - | -- | -- | -- |
| 1   | Iugoslávia         | 4   | 2 | 2 | 0 | 0 | 23 | 14 | +9 |
| 2   | Hungria            | 2   | 2 | 1 | 0 | 1 | 18 | 22 | −4 |
| 3   | Alemanha Ocidental | 0   | 2 | 0 | 0 | 2 | 18 | 23 | −5 |

| 15 de Dezembro | Iugoslávia | 11–8 | Alemanha Ocidental | Rotterdam |
| 15 de Dezembro | (6–3)      |      |                    | Rotterdam |
| 15 de Dezembro |            |      |                    | Rotterdam |

| 16 de Dezembro | Hungria | 12–10 | Alemanha Ocidental | Utrecht |
| 16 de Dezembro | (7–4)   |       |                    | Utrecht |
| 16 de Dezembro |         |       |                    | Utrecht |

| 17 de Dezembro | Iugoslávia | 12–6 | Hungria | Groningen |
| 17 de Dezembro | (6–4)      |      |         | Groningen |
| 17 de Dezembro |            |      |         | Groningen |

## Fase Final

### Decisão do 5º lugar
| 18 de Dezembro | Alemanha Ocidental | 13–9 (Pro) | Dinamarca | Arnhem |
| 18 de Dezembro | (3–5)              |            |           | Arnhem |
| 18 de Dezembro |                    |            |           | Arnhem |
| 18 de Dezembro | 2T: 9–9 Pro: 4–0   |            |           | Arnhem |

### Decisão do 3º lugar
| 19 de Dezembro | Hungria               | 12–11 (Pro) | Romênia | Arnhem |
| 19 de Dezembro | (6–5)                 |             |         | Arnhem |
| 19 de Dezembro |                       |             |         | Arnhem |
| 19 de Dezembro | 2T: 9–9 Pro: 1–1, 2–1 |             |         | Arnhem |

### Final
| 19 de Dezembro | Alemanha Oriental | 11–8 | Iugoslávia | Arnhem |
| 19 de Dezembro | (5–4)             |      |            | Arnhem |
| 19 de Dezembro |                   |      |            | Arnhem |

## Classificação Final
| Rank | Seleções           |
| ---- | ------------------ |
|      | Alemanha Oriental  |
|      | Iugoslávia         |
|      | Hungria            |
| 4    | Romênia            |
| 5    | Alemanha Ocidental |
| 6    | Dinamarca          |
| 7    | Noruega            |
| 8    | Países Baixos      |
| 9    | Japão              |

|  | Classificada para o Campeonato Mundial de Handebol Feminino de 1973                |
|  | Classificada como país sede para o Campeonato Mundial de Handebol Feminino de 1973 |

| Campeãs Mundiais Femininas de Handebol 1971 Alemanha Oriental Primeiro Título Elenco: Hannelore Burosch, Hannelore Zober, Petra Kahnt, Waltraud Kretzschmar, Maria Winkler, Adelgeid Dobrunz, Barb Heinz, Brigitte Lück, Edelgard Rothe, Bärbel Braun, Bärbel Helbig, Bärbel Stärke, Renate Breuer, Kristina Hochmuth, Liane Michaelis. Treinadores: Hans Becker, Harry Becker |

## Ligações Externas
- «International Handball Federation.info». (em inglês)